# Bomba d'ariet
|  | No s'ha de confondre amb Trompa d'aigua. |

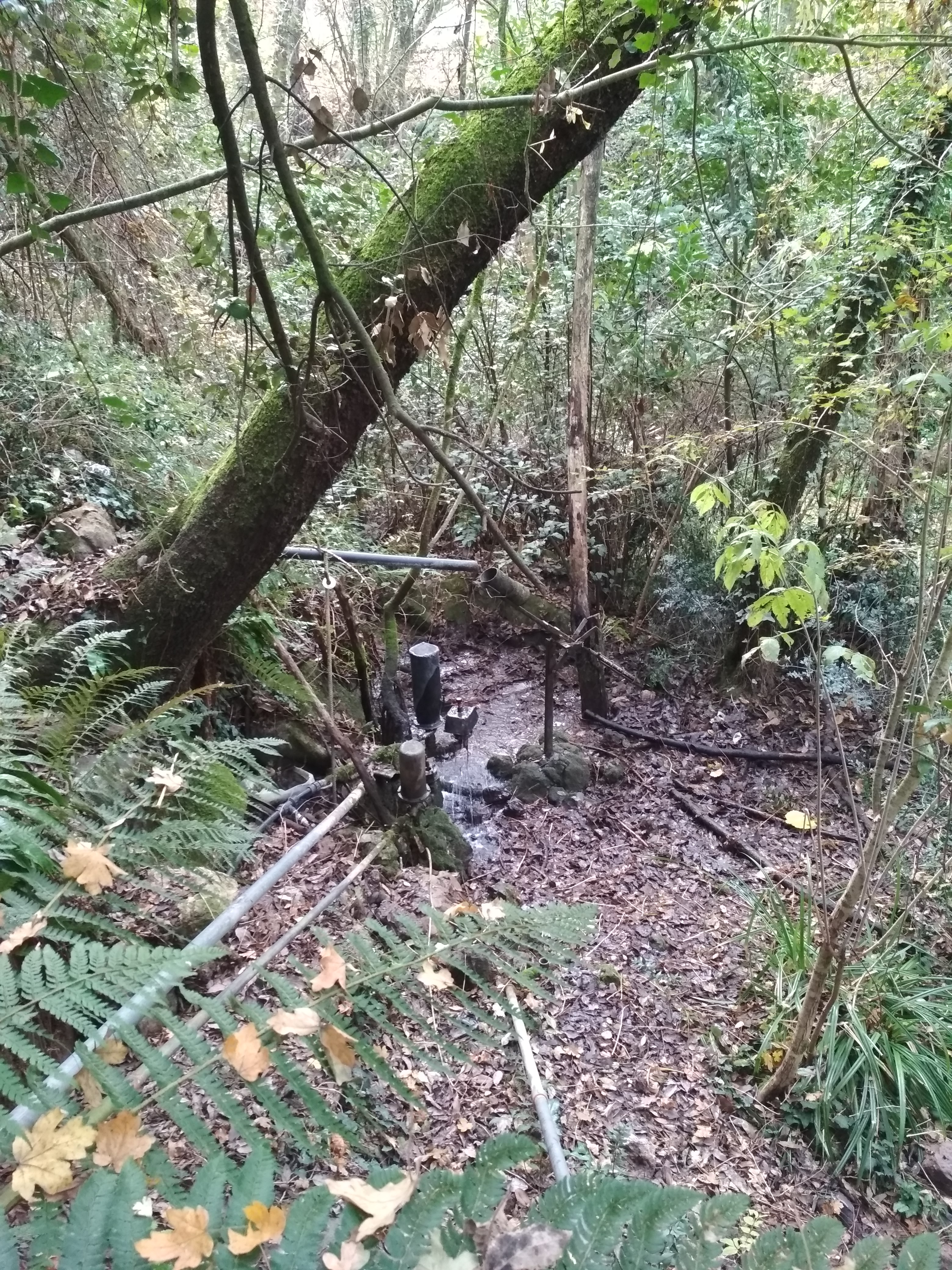
bomba d'ariet a can cutilla (Santa Pau) per fer pujar l'aigua

Una bomba d'ariet o ariet hidràulic és una bomba cíclica que utilitza l'energia cinètica d'un cop d'ariet en un fluid per a pujar una part d'aquest fluid a un nivell superior. No necessita per tant aportar una altra energia externa. Tal cosa i la seva senzillesa fa que només s'utilitzi en llocs rurals allunyats o pobres on no hi ha energia elèctrica o motors d'un altre tipus. Àrees remotes de Cuba n'és un exemple.

## Història
Amb el precedent probable d'una màquina de pulsació de John Whitehurst de Cheshire el 1772, la primera descripció d'un aparell d'aquest tipus va ser la de 1796 pel francès Joseph Michel Montgolfier. Durant el segle xix la bomba d'ariet es va popularitzar molt però amb l'arribada de l'electricitat i els motors barats va quedar amb un ús molt reduït.

## Funcionament

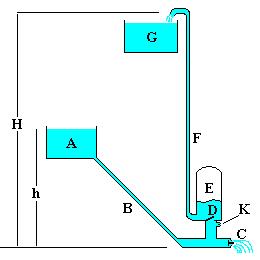
Bomba d'ariet:
A. Dipòsit d'origen;
B. Canonada de càrrega;
C. Vàlvula de descàrrega;
D. Vàlvula de retenció;
E. Calderí de pressió;
F. Canonada de descàrrega;
G. Dipòsit de descàrrega;
K. Vàlvula (opcional) d'admissió d'aire.

El principi de funcionament és el següent. El líquid, normalment aigua, procedent d'un dipòsit subministrador A s'accelera per un tub de càrrega inclinat B amb la qual cosa la seva energia potencial es converteix en energia cinètica. Quan la velocitat arriba a un valor determinat, la vàlvula de descàrrega C sobtadament tanca tallant el flux la qual cosa genera una sobrepressió en l'extrem inferior del tub de càrrega, un cop d'ariet, que força l'aigua a obrir la vàlvula anti-retorn D i a pujar pel tub de descàrrega F cap al nivell superior del dipòsit G. La vàlvula de descàrrega C es torna a obrir degut a la baixada de pressió del flux d'aigua i el cicle comença una altra vegada, tancant-se cada cop que el flux adquireix un cert valor.
A E es posa una campana o calderí ple d'un gas a pressió, normalment aire, que amorteix els cops d'ariet i manté un flux més constant de fluid pel tub F. Aquest gas s'acaba dissolent en l'aigua pel que cal reposar-lo o embolicar-lo en un globus de goma per a evitar que es dissolgui. Algunes bombes van proveïdes d'un sistema que injecta una bombolla d'aire en cada cicle. Aquest sistema consisteix que es dissenya el mecanisme perquè en tancar la vàlvula D permeti que s'inverteixi momentàniament el flux de l'aigua pel que en tancar sobtadament la vàlvula es produeix una depressió que força l'entrada d'una mica d'aire per la vàlvula K.
Si la bomba d'ariet tingués un rendiment energètic perfecte aleshores la massa d'aigua perduda per la vàlvula C, a la qual anomenarem Q, multiplicada per l'altura de subministrament h fóra igual a l'altura H multiplicada per la massa d'aigua aixecada, q. És a dir: q = Q*h/H. En la realitat el rendiment sempre és inferior i depèn en gran manera de la relació h/H. En el millor dels casos el rendiment pot arribar al 85% però decreix segons creix l'altura H i pot caure fins al 20% o menys en instal·lacions que bomben a gran altura.